# Матчи женской сборной России по волейболу 2017
В 2017 году Женская сборная России по волейболу приняла участие в четырёх официальных турнирах, проводимых под эгидой ФИВБ и ЕКВ.

## Турниры и матчи

### Европейский отборочный турнир чемпионата мира 2018
Группа «А»
| 31 мая. Осиек (Хорватия). Россия — Австрия 3:0 (25:14, 25:13, 25:15). |
| --------------------------------------------------------------------- |

Россия: Фролова (8 очков), Королёва (5), Ветрова (3), Фетисова (6), Воронкова (8), Парубец (9), Третьякова — либеро, Галкина — либеро. Выход на замену: Гончарова (6), Панкова, Кошелева (8), Полякова (1), Е.Ефимова.

Австрия: Байде, Хольцер, Мюллер, Хртянска, Маркович, Несимович, Валльнер — либеро. Выход на замену: Тойфль, Марош.
| 1 июня. Осиек (Хорватия). Россия — Грузия 3:0 (25:8, 25:6, 25:13). |
| ------------------------------------------------------------------ |

Россия: Фролова (6), Кутюкова (10), Королёва (9), Ветрова (1), Воронкова (5), Е.Ефимова (3), Галкина — либеро, Третьякова — либеро. Выход на замену: Гончарова (8), Панкова (1), Кошелева (4), Фетисова (5), Полякова (5), Парубец.

Грузия: Гаприндашвили, Улумбелашвили, Сосновская, Каландадзе, Маркарашвили, Чаучидзе, Кораеви — либеро. Выход на замену: Кипшидзе, Санадзе, Царенко, Бацацашвили, Челидзе.
| 2 июня. Осиек (Хорватия). Россия — Греция 3:1 (25:10, 24:26, 25:16, 25:23). |
| --------------------------------------------------------------------------- |

Россия: Фролова (7), Кутюкова (10), Королёва (17), Гончарова (21), Ветрова (1), Фетисова (10), Третьякова — либеро, Галкина — либеро. Выход на замену: Кошелева (3), Воронкова (3), Панкова (3), Е.Ефимова.

Греция: Лампруси, Мертеки, Василантонаки, Хантава, Йота, Христодулу, Кономи — либеро, Коккинаки — либеро. Выход на замену: Номику, Эмманулиду, Калантариду, Цохадзи, Спану, Карафулиду.
| 3 июня. Осиек (Хорватия). Россия — Венгрия 3:0 (25:11, 25:21, 25:7). |
| -------------------------------------------------------------------- |

Россия: Фролова, Королёва (11), Гончарова (19), Панкова (3), Фетисова (10), Парубец (9), Галкина — либеро, Третьякова — либеро. Выход на замену: Кошелева (13).

Венгрия: Сакмари, Декань, Доби, Лилиом, Надь, Блейхер, Д.Кётел — либеро, Спин — либеро. Выход на замену: Ж.Кётел, Виллам, Калотаи.
| 4 июня. Осиек (Хорватия). Россия — Хорватия 3:1 (25:22, 25:21, 20:25, 25:15). |
| ----------------------------------------------------------------------------- |

Россия: Фролова (13), Ветрова (3), Воронкова (12), Полякова (4), Парубец (1), Е.Ефимова (12), Третьякова — либеро, Галкина — либеро. Выход на замену: Гончарова (5), Панкова (1), Кошелева (14), Королёва (2).

Хорватия: Грбач, Струняк, Павичич, Прокопич, Фабрис, Млинар, Божичевич — либеро. Выход на замену: Кларич, Бутиган, Барун-Шушняр, Лукетич.
В преддверии нового сезона национальная команда России получила нового наставника, которым стал Владимир Кузюткин, ранее уже возглавлявший российскую женскую сборную (2009—2011), хотя на протяжении уже нескольких лет в качестве тренера он не был никем востребован. Первым турниром в 2017 году под его руководством стал отборочный турнир чемпионата мира 2018. Команды группы с участием сборной России играли в хорватском Осиеке и соперники российских волейболисток не доставили им серьёзных хлопот. Уверенная победа принесла россиянкам путёвку на мировое первенство. В официальных соревнованиях в составе национальной сборной дебютировали 4 волейболистки — Галкина, Кутюкова, Полякова и Фролова. После 8-летнего перерыва вновь была включена в состав либеро Третьякова.    

### Гран-при
| 7 июля. Куньшань (Китай). Россия — США 2:3 (25:22, 19:25, 27:25, 16:25, 11:15). Предварительный этап. 1-й тур. Группа «В1» |
| --- |

Россия: Фролова (6 очков), Филиштинская (4), Королёва (12), Фетисова (13), Воронкова (13), Парубец (13), Третьякова — либеро, Сперскайте — либеро. Выход на замену: Кутюкова, Лазарева (1).

США: Ллойд, Джиббмейер, Кингдон, Мёрфи, Барч-Хакли, Тэпп, Вонг-Орантес — либеро, Бенсон — либеро. Выход на замену: Макмахон, Уилхайт, Хэнкок, Кортни.
| 8 июля. Куньшань (Китай). Россия — Китай 2:3 (26:24, 21:25, 25:16, 25:27, 14:16). Предварительный этап. 1-й тур. Группа «В1» |
| --- |

Россия: Фролова (12), Филиштинская (5), Фетисова (16), Воронкова (14), Парубец (20), Е.Ефимова (14), Третьякова — либеро. Выход на замену: Лазарева (1).

Китай: Цянь Цзинвэнь, Гао И, Лю Сяотун, Дин Ся, Ван Юаньюань, Ван Юньлюй, Линь Ли — либеро, Ван Мэнцзе — либеро. Выход на замену: Ли Цзин, Юань Синьюэ, Гун Сянъюй, Яо Ди, Чжэн Исинь, Чжу Тин.
| 9 июля. Куньшань (Китай). Россия — Италия 2:3 (21:25, 29:27, 26:24, 24:26, 10:15). Предварительный этап. 1-й тур. Группа «В1» |
| --- |

Россия: Фролова (8), Королёва (9), Воронкова (25), Парубец (3), Е.Ефимова (6), Романова, Третьякова — либеро, Сперскайте — либеро. Выход на замену: Филиштинская (1), Кутюкова (14), Фетисова (5), Лазарева.

Италия: Малинов, Фолье, К.Бозетти, Кирикелла, Л.Бозетти, Эгону, М.Ди Дженнаро — либеро, Паррокьяле — либеро. Выход на замену: Данези, Силла, Сорокайте.
| 14 июля. Калининград (Россия). Россия — Доминиканская Республика 3:1 (16:25, 25:23, 25:21, 25:14). Предварительный этап. 2-й тур. Группа «F1» |
| --- |

Россия: Фролова (12), Филиштинская (2), Королёва (11), Фетисова (18), Воронкова (12), Парубец (1), Галкина — либеро. Выход на замену: Лазарева, Романова, Кутюкова (6).

Доминиканская Республика: Варгас, Марте Фрика, Мамбру, де ла Крус, Б.Мартинес, Дж.Мартинес, Кастильо — либеро. Выход на замену: Пенья, Родригес.
| 15 июля. Калининград (Россия). Россия — Бельгия 3:0 (26:24, 25:14, 25:22). Предварительный этап. 2-й тур. Группа «F1» |
| --- |

Россия: Фролова (12), Филиштинская (1), Кутюкова (8), Фетисова (11), Воронкова (14), Е.Ефимова (7), Третьякова — либеро, Галкина — либеро. Выход на замену: Лазарева (2), Сперскайте, Парубец (7).

Бельгия: Херботс, Лейс, Гробельна, Альбрехт, ван де Вейвер, Лемменс, де Тант — либеро. Выход на замену: ван Гестел, ван Сас, Бибаув, Янсенс.
| 16 июля. Калининград (Россия). Россия — Нидерланды 0:3 (18:25, 22:25, 16:25). Предварительный этап. 2-й тур. Группа «F1» |
| --- |

Россия: Фролова (2), Филиштинская (1), Королёва (11), Воронкова (3), Парубец (9), Е.Ефимова (2), Третьякова — либеро, Сперскайте — либеро. Выход на замену: Лазарева (1), Кутюкова (4), Романова, Фетисова (3).

Нидерланды: Белён, Плак, де Крёйф, Балкестейн-Гротхёйс, Бёйс, Дейкема, Книп — либеро. Выход на замену: Яспер.
| 21 июля. Гонконг (Китай). Россия — Сербия 0:3 (24:26, 14:25, 19:25). Предварительный этап. 3-й тур. Группа «G1» |
| --- |

Россия: Фролова (7), Филиштинская (2), Королёва (5), Воронкова (8), Парубец (8), Е.Ефимова (9), Галкина — либеро. Выход на замену: Лазарева, Кутюкова (4), Романова.

Сербия: Малешевич, Антониевич, Михайлович, Велькович, Рашич, Бошкович, Благоевич — либеро. Выход на замену: Живкович, Миленкович, Белица, Стеванович.
| 22 июля. Гонконг (Китай). Россия — Китай 3:1 (25:23, 22:25, 25:18, 28:26). Предварительный этап. 3-й тур. Группа «G1» |
| --- |

Россия: Кутюкова (13), Королёва (15), Воронкова (20), Парубец (22), Евдокимова (7), Романова (1), Галкина — либеро. Выход на замену: Лазарева (2), Филиштинская (1), Фролова.

Китай: Юань Синьюэ, Ли Цзин, Цянь Цзинвэнь, Гао И, Яо Ди, Лю Сяотун, Ван Мэнцзе — либеро. Выход на замену: Гун Сянъюй, Дин Ся, Чжу Тин, Ван Юаньюань.
| 23 июля. Гонконг (Китай). Россия — Япония 2:3 (25:23, 25:19, 20:25, 22:25, 10:15). Предварительный этап. 3-й тур. Группа «G1» |
| --- |

Россия: Кутюкова (8), Лазарева (19), Воронкова (21), Полякова (6), Е.Ефимова (11), Романова (5), Фролова — либеро. Выход на замену: Парубец (7), Филиштинская (4), Королёва (7), Сперскайте.

Япония: Кога, Ивасака, Синнабэ, Томинага, Набэя, Окумура, Кобата — либеро, Инуэ — либеро. Выход на замену: Исии, Сато, Утисэто, Номото, Симамура.
В розыгрыше Гран-при главный тренер Кузюткин решил обойтись без ряда лидеров сборной, среди которых в первую очередь следует выделить Гончарову и Кошелеву. Основной задачей турнира наставник назвал желание проверить как можно больше кандидатов в национальную команду. Это стремление выразилось в том что сборная не провела в розыгрыше даже двух матчей подряд в одном стартовом составе. К тому же нередко игроки использовались на непривычных для себя позициях. Всё это привело не только к негативному результату (лишь 3 победы в 9 сыгранных матчах и 9-е итоговое место), но и к отсутствию должной сыгранности команды в преддверии важных турниров.  

### Всемирный Кубок чемпионов
| 5 сентября. Токио (Япония). Россия — Бразилия 1:3 (17:25, 25:23, 23:25, 12:25). |
| ------------------------------------------------------------------------------- |

Россия: Щербань, Фролова (10), Филиштинская (5), Королёва (9), Воронкова, Евдокимова (1), Крючкова — либеро, Третьякова — либеро. Выход на замену: Гончарова (16), Кошелева (15), Е.Ефимова (6), Панкова, Парубец.

Бразилия: Ана Каролина, Роберта, Габи Гимарайнс, Тандара, Наталия, Бия, Габи Соуза — либеро. Выход на замену: Аманда, Моник, Мара, Розамария.
| 6 сентября. Токио (Япония). Россия — Япония 3:1 (22:25, 25:18, 25:22, 28:26). |
| ----------------------------------------------------------------------------- |

Россия: Фролова (12), Филиштинская (7), Королёва (2), Гончарова (22), Кошелева (20), Е.Ефимова (12), Крючкова — либеро, Третьякова — либеро. Выход на замену: Парубец, Панкова, Фетисова (9).

Япония: Ивасака, Синнабэ, Исии, Симамура, Томинага, Набэя, Инуэ — либеро. Выход на замену: Утисэто, Хорикава, Араки, Сато, Номото.
| 7 сентября. Нагоя (Япония). Россия — США 2:3 (25:23, 21:25, 25:19, 21:25, 9:15). |
| -------------------------------------------------------------------------------- |

Россия: Фролова (12), Филиштинская (3), Королёва (5), Гончарова (27), Кошелева (25), Е.Ефимова (6), Крючкова — либеро, Третьякова — либеро. Выход на замену: Щербань, Панкова, Фетисова (6).

США: Адамс, Карлини, Ларсон, рюс, Хилл, Акинрадево, Кортни — либеро, Вонг-Орантес — либеро. Выход на замену: Барч-Хакли, Ллойд, Джиббмейер.
| 8 сентября. Нагоя (Япония). Россия — Китай 0:3 (20:25, 18:25, 20:25). |
| --------------------------------------------------------------------- |

Россия: Щербань (7), Гончарова (7), Панкова, Фетисова (9), Парубец (11), Евдокимова (3), Крючкова — либеро, Третьякова — либеро. Выход на замену: Филиштинская, Кошелева (8), Воронкова (1), Фролова.

Китай: Юань Синьюэ, Чжу Тин, Чжан Чаннин, Дин Ся, Янь Ни, Чжэн Чуньлэй, Линь Ли — либеро, Ван Мэнцзе — либеро. Выход на замену: Гун Сянъюй, Дяо Линью.
| 9 сентября. Нагоя (Япония). Россия — Южная Корея 3:0 (25:19, 25:16, 25:21). |
| --------------------------------------------------------------------------- |

Россия: Фролова (4), Филиштинская (3), Гончарова (15), Фетисова (9), Кошелева (8), Е.Ефимова (7), Крючкова — либеро, Третьякова — либеро. Выход на замену: Воронкова (2), Панкова, Щербань (1), Парубец (11).

Южная Корея: Ли Го Ын, Ли Чже Ён, Хан Су Чжи, Ким Со Чжи, Ю Со Юн, Чхве Со Бин, Ким Ён Ён — либеро, На Хён Чжу — либеро. Выход на замену: Хван Мин Гён, Ким Ю Ри, Чжон Си Ён, Чжон Сэ Ян.
Отбор на Всемирный Кубок чемпионов осуществлялся не по итогам континентальных чемпионатов, как это было в предыдущих розыгрышах, а по континентальному рейтингу. Турнир проводился по круговой системе с участием 6 сборных — четырёх представителей конфедераций, а также хозяек соревнований сборной Японии и приглашённой сборной Южной Кореи. По сравнению с Гран-при состав российской команды претерпел изменения. Вернулись в сборную Гончарова, Кошелева, Щербань и Панкова. После трёхлетнего перерыва и годичной игровой паузы вновь была приглашена в национальную команду либеро Крючкова. Несмотря на явное усиление состава, выступление сборной России в розыгрыше Кубка напоминало недавнее на Гран-при, вновь запомнившееся практически только постоянным экспериментированием с составом, далеко не всегда оправданным. Итогом стало 4-е место при двух победах и трёх поражениях. 

### Чемпионат Европы
| 22 сентября. Баку (Азербайджан). Россия — Украина 3:2 (25:18, 20:25, 25:23, 23:25, 15:13). Предварительный этап. Группа «С» |
| --- |

Россия: Фролова (10), Королёва (13), Гончарова (20), Панкова (4), Фетисова (10), Кошелева (21), Третьякова — либеро. Выход на замену: Щербань, Е.Ефимова (5), Филиштинская, Воронкова.

Украина: Трушкина, Чернуха, Степанюк, Кодола, Дорсман, Перетятько, Дельрос — либеро. Выход на замену: Денисова, Новгородченко, Молодцова.
| 23 сентября. Баку (Азербайджан). Россия — Турция 3:1 (25:23, 20:25, 25:23, 25:20). Предварительный этап. Группа «С» |
| --- |

Россия: Фролова (3), Королёва (10), Гончарова (23), Панкова (1), Кошелева (18), Е.Ефимова (3), Третьякова — либеро, Крючкова — либеро. Выход на замену: Филиштинская (2), Парубец (1), Воронкова (7), Фетисова (6).

Турция: Кырдар, Акман-Чалышкан, Айдемир-Акйол, Озсой, Эрдем-Дюндар, Боз, Орге — либеро, Шебнем-Акоз — либеро. Выход на замену: Онал, Аликая.
| 25 сентября. Баку (Азербайджан). Россия — Болгария 3:2 (21:25, 25:20, 23:25, 25:21, 15:13). Предварительный этап. Группа «С» |
| --- |

Россия: Филиштинская (2), Королёва (18), Гончарова (17), Фетисова (9), Кошелева (23), Воронкова (11), Третьякова — либеро, Крючкова — либеро. Выход на замену: Панкова (1), Парубец (6), Фролова.

Болгария: Рабаджиева, Китипова, Русева, Э.Димитрова, Василева, Симеонова, Филипова — либеро, Тодорова — либеро. Выход на замену: Г.Димитрова, Н.Димитрова, Паскова, Ненова.
| 29 сентября. Баку (Азербайджан). Россия — Турция 0:3 (25:27, 18:25, 20:25). Четвертьфинал |
| ----------------------------------------------------------------------------------------- |

Россия: Фролова (4), Королёва (2), Гончарова (18), Панкова, Фетисова (5), Кошелева (9), Третьякова — либеро, Крючкова — либеро. Выход на замену: Филиштинская (1), Парубец (5), Воронкова (5), Е.Ефимова (3).

Турция: Акман-Чалышкан, Онал, Айдемир-Акйол, Озсой, Эрдем-Дюндар, Боз, Орге — либеро, Далбелер — либеро. Выход на замену: Кырдар, Баладын.
Отсутствие внятной игры при обилии неудачных экспериментов вынудило руководство ВФВ накануне старта в чемпионате Европы фактически признать ошибочность назначения Владимира Кузюткина на пост наставника сборной и произвести тренерскую рокировку. Главным тренером был назначен Константин Ушаков, а Кузюткин переведён его ассистентом. Первый же матч на Евро против далеко не самой звёздной сборной Украины, который российские волейболистки с огромным трудом всё же выиграли, показал весь спектр проблем национальной команды России. Несыгранность, как команды в целом, так и в её действиях в отдельных игровых компонентах, прежде всего на приёме, отсутствие внятной игровой концепции и понимания игроками своих задач, что вытекало из постоянной перетасовки стартового состава, продолжавшегося и на европейском первенстве — всё это привело к плачевному итогу, когда сборная выбыла из борьбы за защиту своего титула уже на четвертьфинальной стадии, не сумев на этом этапе ничего противопоставить волейболисткам Турции. Позже весь тренерский штаб сборной России был отправлен в отставку.

## Итоги
Всего на счету сборной России в 2017 году 23 официальных матча. Из них выиграно 13, проиграно 10. Соотношение партий 50:40. Соперниками россиянок в этих матчах были национальные сборные 18 стран. 
| Турнир                       | И | В | П | С/О   | Место                |
| ---------------------------- | - | - | - | ----- | -------------------- |
| Квалификация чемпионата мира | 5 | 5 | 0 | 15:2  | 1-е (в своей группе) |
| Гран-при                     | 9 | 3 | 6 | 17:20 | 9-е                  |
| Всемирный Кубок чемпионов    | 5 | 2 | 3 | 9:10  | 4-е                  |
| Чемпионат Европы             | 4 | 3 | 1 | 9:8   | 5—8-е                |

## Состав
В скобках после количество игр указано число матчей, проведённых волейболисткой в стартовом составе + в качестве либеро.
| №  | Игрок                          | Год рождения | Амплуа             | Клуб               | Турниры и игры | Турниры и игры | Турниры и игры | Турниры и игры | Всего матчей | Очки |
| №  | Игрок                          | Год рождения | Амплуа             | Клуб               | КЧМ            | ГП             | ВКЧ            | ЧЕ             | Всего матчей | Очки |
| -- | ------------------------------ | ------------ | ------------------ | ------------------ | -------------- | -------------- | -------------- | -------------- | ------------ | ---- |
| 1  | Яна Щербань                    | 1989         | нападающая         | «Динамо» М         |                |                | 4 (2)          | 1              | 5 (2)        | 8    |
| 2  | Мария Фролова                  | 1986         | нападающая         | «Енисей»           | 5 (5)          | 9 (7+1)        | 5 (4)          | 4 (3)          | 23 (19+1)    | 148  |
| 3  | Ирина Филиштинская             | 1990         | связующая          | «Динамо-Казань»    |                | 9 (6)          | 5 (4)          | 4 (1)          | 18 (11)      | 44   |
| 4  | Светлана Крючкова              | 1985         | либеро             | «Енисей»           |                |                | 5 (0+5)        | 3 (0+3)        | 8 (0+8)      | —    |
| 5  | Юлия Кутюкова                  | 1989         | нападающая         | «Ленинградка»      | 2 (2)          | 8 (3)          |                |                | 10 (5)       | 77   |
| 6  | Ирина Королёва (Заряжко)       | 1991         | центральная        | «Динамо-Казань»    | 5 (4)          | 7 (6)          | 3 (3)          | 4 (4)          | 19 (17)      | 173  |
| 7  | Анна Лазарева                  | 1997         | нападающая         | «Динамо» М         |                | 9 (1)          |                |                | 9 (1)        | 26   |
| 8  | Наталия Гончарова              | 1989         | нападающая         | «Динамо» М         | 5 (2)          |                | 5 (4)          | 4 (4)          | 14 (10)      | 224  |
| 9  | Вера Ветрова                   | 1986         | связующая          | «Динамо» М         | 4 (4)          |                |                |                | 4 (4)        | 8    |
| 10 | Екатерина Панкова (Косьяненко) | 1990         | связующая          | «Динамо» М         | 5 (1)          |                | 5 (1)          | 4 (3)          | 14 (5)       | 14   |
| 11 | Екатерина Третьякова           | 1985         | либеро             | «Динамо» Кр        | 5 (0+5)        | 5 (0+5)        | 5 (0+5)        | 4 (0+4)        | 19 (0+19)    | —    |
| 12 | Алла Галкина                   | 1992         | либеро             | «Енисей»           | 5 (0+5)        | 5 (0+5)        |                |                | 10 (0+10)    | —    |
| 14 | Ирина Фетисова                 | 1994         | центральная        | «Динамо» М         | 4 (3)          | 6 (4)          | 4 (2)          | 4 (3)          | 18 (12)      | 160  |
| 15 | Татьяна Кошелева               | 1988         | нападающая         | «Эджзаджибаши»     | 5              |                | 5 (3)          | 4 (4)          | 14 (7)       | 189  |
| 16 | Ирина Воронкова                | 1995         | нападающая         | «Динамо-Казань»    | 4 (3)          | 9 (9)          | 3 (1)          | 4 (1)          | 20 (14)      | 184  |
| 17 | Екатерина Полякова             | 1987         | центральная        | «Ленинградка»      | 3 (1)          | 1 (1)          |                |                | 4 (2)        | 16   |
| 18 | Ксения Парубец (Ильченко)      | 1994         | нападающая         | «Уралочка-НТМК»    | 4 (3)          | 9 (7)          | 4 (1)          | 3              | 20 (11)      | 136  |
| 19 | Екатерина Евдокимова           | 1994         | центральная        | «Уралочка-НТМК»    |                | 1 (1)          | 2 (2)          |                | 3 (3)        | 11   |
| 20 | Ангелина Сперскайте            | 1997         | нападающая, либеро | «Заречье-Одинцово» |                | 4 (0+2)        |                |                | 4 (0+2)      | 0    |
| 21 | Екатерина Ефимова              | 1993         | центральная        | «Енисей»           | 4 (2)          | 6 (6)          | 4 (3)          | 3 (1)          | 17 (12)      | 106  |
| 22 | Татьяна Романова               | 1994         | связующая          | «Заречье-Одинцово» |                | 6 (3)          |                |                | 6 (3)        | 6    |

- Главные тренеры — Владимир Кузюткин (КЧМ, ГП, ВКЧ); Константин Ушаков (ЧЕ).
- Старшие тренеры — Константин Ушаков (КЧМ, ГП, ВКЧ); Владимир Кузюткин (ЧЕ).
- Тренер — Игорь Курносов.

Всего в 2017 году в составе сборной России в официальных турнирах играла 21 волейболистка, представлявшая 8 клубов (7 российских и один турецкий). Во всех проведённых сборной матчах участвовала только Мария Фролова. Самой результивной стала Наталия Гончарова, набравшая в 14 матчах 224 очка (в среднем 16 за игру).

## Другие турниры
- Кубок Бориса Ельцина. 26—30 июня.  Екатеринбург.

Очередной розыгрыш Кубка Бориса Ельцина прошёл по круговой системе с участием 5 команд и завершился победой сборной Сербии, не потерпевшей на турнире ни одного поражения. Команда России заняла 2-е место.
Результаты сборной России:
26 июня. Россия — Казахстан 3:0 (25:17, 25:5, 25:17);
27 июня. Россия — Турция 3:1 (20:25, 25:18, 25:22, 25:22);
29 июня. Россия — Болгария 3:0 (25:22, 26:24, 25:18);
30 июня. Россия — Сербия 2:3 (19:25, 25:22, 21:25, 28:26, 14:16).
Состав сборной России:
М.Фролова, И.Филиштинская, Ю.Кутюкова, И.Королёва, А.Лазарева, Е.Третьякова, А.Галкина, Е.Старцева, И.Фетисова, И.Воронкова, Е.Полякова, К.Парубец, Е.Евдокимова, Е.Ефимова, Т.Романова.